# Dariush Eghbali
Dariush Eghbali, iransk sångare, född 4 februari 1951 i Teheran. Son till föräldrar från delprovinsen Mianeh i provinsen Östazerbajdzjan i Iran där Dariush tillbringande sin tidiga uppväxt. Dariush Eghbali har givit ut 25 skivor och anses vara en av Irans största sångare genom tiderna. Han talar förutom persiska även azeriska och är numera bosatt i USA. 

## Diskografi

### Studioalbum
- Be Man Nago Doset Daram (1971/1978)
- Cheshme Man (1973/1974)
- Mosabbeb (1975) (With Googoosh)
- Shaghayegh (1975/1976)
- Sale 2000 (1976/1977)
- Faryad Zire Ab (1977)
- Jangal (1978)
- Salam Ey Khake Khobe Mehrabani (1980)
- Nadim (1982)
- Parandeye Mohajer (1983)
- Emrooz (1984)
- Nazanin (1990) 'According to Album Cover'
- Zenduni (1991)
- Khamoosh Namirid (1987)
- Khake Khasteh (1989)
- Noon o Panir o Sabzi (1990) (With Ebi)
- Aman Az (1992)
- Sofreh Seen (1993) (With Hatef)
- Bachehaye Iran (1995)
- Ashofteh Bazar (1996)
- Ahay Mardome Donya(1997)
- Gole Bita (1999)
- The Beloved is Here: Rumi (2003)
- Dobareh Misazamat Vatan (2003)
- Rahe Man (2005)
- Mojezeh Khamoosh (2009)
- Donyaye In Roozaye Man (2010)
- Ensan (2011)
- The Beloved is Here II: Hafez (2012)